# Andreï Kozyrev
Cet article concerne l'homme politique. Pour le joueur de hockey sur glace, voir Andreï Kozyrev (hockey sur glace). Pour les autres significations, voir Kozyrev.
Andreï Vladimirovitch Kozyrev (en russe : Андрей Владимирович Козырев), né le 27 mars 1951 à Bruxelles, est un ancien ministre des Affaires étrangères de la fédération de Russie dans le gouvernement de Boris Eltsine. Il occupe ce poste du 11 octobre 1990 au 5 janvier 1996.